# Heckler & Koch P8
Heckler & Koch P8 (krajše P8) je polavtomatska pištola nemškega koncerna Heckler & Koch Gmbh.

## Zgodovina
Pištola je uradno službeno orožje Bundeswehra. Izdelana je samo v kalibru 9 mm Luger. V službo je bila uvedena kot zamenjava za starejšo pištolo Walther P1.

## Opis
Pištola ima polimerično ogrodje, zaklepišče in ostale funkcionalne dele pa ima izdelane iz ojačenega jekla. Bila je ena prvih pištol (poleg Glocka 17), ki je imela poligonalno cev. Od ostalih pištol istega koncerna iz družine USP se loči le po prozornem plastičnem nabojniku in po tako imenovanem »decockerju« oz. vzvodu za varno spuščanje kladivca. V Sloveniji je ni mogoče kupiti za športno uporabo, ker je to izključno vojaško orožje.